# 柏木征夫
柏木 征夫（かしわぎ いくお、1941年（昭和16年）2月10日 - ）は、日本の政治家。和歌山県御坊市長（7期）。

## 概要
1964年京都大学農学部卒業後、京都大学助手、福岡県農業試験場を経て、1979年に和歌山県庁に入庁。農業振興課副課長を務める。
1992年、和歌山県選出の二階俊博衆議院議員の誘いを受けて御坊市長選挙に立候補し、柏木以外に立候補者がいなかったため、無投票で初当選した。自由民主党所属だった二階はその後新生党、新進党、自由党、保守党、保守新党を経て自民党に復党するが、柏木は一貫して二階の支援を受け、御坊市長に当選し続けた。なお、2012年までの6度の市長選のうち、4度は無投票による当選であった。
2020年6月10日、任期満了により御坊市長を退任。
2021年4月の春の叙勲で旭日中綬章受章。

## 2016年御坊市長選
2016年の御坊市長選では一転、二階俊博の長男で、二階の政策担当秘書を務める二階俊樹が無所属での立候補を表明。二階が立候補を表明した時点では、柏木は市長選への対応を明らかにしていなかったが、3月9日の御坊市議会で7選出馬を表明。二階は父・俊博をはじめ森山裕農林水産大臣、稲田朋美自民党政調会長、小泉進次郎衆議院議員らの応援を大々的に受ける一方、御坊市議会議長や世耕弘成参議院議員が柏木の支援に回り、保守分裂選挙の様相を呈したが、柏木が二階を3千5百票弱の大差で破り、全国で最多の7選を果たした。自民党幹部や閣僚をも動員し、徹底した組織型選挙を繰り広げて長男を支援したにもかかわらず大差で敗北したため、地元・和歌山では「二階王国の落日」、さらには御坊市長選で二階俊樹を支援せず、自民党所属議員ながら柏木を支持した世耕弘成参議院議員の、二階俊博の選出選挙区である和歌山3区への鞍替えもささやかれていた。